# Championnat du monde d'endurance FIA 2018-2019
Navigation
Édition précédente Édition suivante
Le Championnat du monde d'endurance FIA 2018-2019 est la septième édition du Championnat du monde d'endurance FIA, une compétition automobile co-organisée par la Fédération internationale de l'automobile (FIA) et l'Automobile Club de l'Ouest (ACO). Cette compétition est ouverte aux Le Mans Prototype (LMP) et aux voitures de course grand tourisme (GTE) divisées en quatre catégories. Elle se déroule du 5 mai 2018 au 16 juin 2019. Elle comprend huit manches dont les 24 Heures du Mans. Des titres de champion du monde seront attribués aux constructeurs et pilotes gagnant de chaque catégorie.

## Repères de débuts de saison
En juillet 2017, le constructeur allemand Porsche avait annoncé la fin de son engagement dans le championnat en LMP1. En revanche, la marque poursuit son engagement en GTE Pro.
Cette catégorie GTE Pro se porte bien puisque le nombre de constructeurs engagés est porté à cinq avec l’arrivée du constructeur allemand BMW.
Du côté des principaux changements règlementaires, les arrêts au stand sont revus avec la possibilité d'intervenir mécaniquement sur une voiture durant le ravitaillement en essence, dans le but de rendre ces séquences plus spectaculaire. De plus, à l'instar de ce qui se fait en Formule 1, les pilotes ont désormais une licence à points, ce qui permettra de sanctionner des infractions de manière plus individuelle. À noter enfin que toutes les voitures sont à présent équipées de phares blancs, car les GTE, jusqu’alors munies de phares jaunes, passent elles aussi au blanc.
La saison démarre par le prologue sur le Circuit Paul-Ricard, en France, les 6 et 7 avril. Le plateau est presque au grand complet si ce n’est l’absence d’une des deux Rebellion R13 du Rebellion Racing.

## Calendrier
Le 1er septembre 2017, un calendrier prévisionnel est annoncé et comprend un changement majeur puisqu'il délaisse le traditionnel calendrier du printemps à l'automne pour se dérouler dorénavant de mai 2018 à juin 2019, avec notamment deux éditions des 24 Heures du Mans. Cette "Super Saison" de huit courses va s’étendre sur plus d'un an au lieu des huit mois habituels. Ce changement permettra à la saison suivante de revenir à une saison plus courte en commençant à l'automne et en se terminant au Mans en été.
Ce calendrier ne comprend plus les manches du Circuit des Amériques, de Bahreïn, de Mexico, et du Nürburgring qui faisaient partie du championnat en 2017. En plus des 24 Heures du Mans qui sont inclus deux fois dans ce calendrier, les 6 Heures de Spa-Francorchamps sont également disputées à deux reprises. Sebring revient dans le championnat pour la première fois depuis la saison inaugurale de 2012, bien que cette course ne se déroulera pas en conjonction avec les 12 Heures de Sebring du championnat WeatherTech United SportsCar Championship. Le championnat WeatherTech United SportsCar Championship se disputera la veille de l'épreuve des 1500 miles de Sebring du FIA WEC.
Le calendrier a été révisé deux semaines plus tard avec l'annonce de la huitième manche du championnat, revenant au Circuit de Silverstone au Royaume-Uni. L'événement était initialement prévu pour février 2019, avec des négociations en vue d'un retour à Mexico. L'accord avec Mexico ne s'étant pas concrétisé, la manche a été reportée en août 2018 sur le Circuit de Silverstone pour combler l'écart entre les 24 Heures du Mans et les manches asiatiques qui débutent en octobre. De plus, les dates des manches des 6 Heures de Fuji et des 6 Heures de Shanghai ont été modifiées afin d'éviter un conflit avec Petit Le Mans aux États-Unis.
Lors de la conférence de presse du FIA WEC et des 24 Heures du Mans, il a été annoncé que le calendrier avait de nouveau été modifié et que les 6 Heures de Fuji seraient avancées d’une semaine afin de permettre à Fernando Alonso de participer à toutes les courses du Championnat du Monde d’Endurance. Gérard Neveu, directeur général du FIA WEC, avait souhaité que la finale de l'IMSA à Petit Le Mans soit décalée pour éviter le clash mais cela n'a pas été possible.
Une nouvelle évolution du calendrier apparaît peu avant le prologue au Castellet avec la raccourcissement de la manche de Sebring qui passe de 1500 miles à 1000 miles, soit une durée de huit heures maximum. La date aussi change puisque l'épreuve est décalée au vendredi 15 mars avec un final en nocturne.
| N° | Date               | Course                              | Circuit                           | Lieu          | État, Pays              |
| -- | ------------------ | ----------------------------------- | --------------------------------- | ------------- | ----------------------- |
| 1  | 5 mai 2018         | Total 6 Heures de Spa-Francorchamps | Circuit de Spa-Francorchamps      | Francorchamps | Wallonie, Belgique      |
| 2  | 16 et 17 juin 2018 | 24 Heures du Mans                   | Circuit des 24 Heures             | Le Mans       | France                  |
| 3  | 19 août 2018       | 6 Heures de Silverstone             | Circuit de Silverstone            | Silverstone   | Angleterre, Royaume-Uni |
| 4  | 14 octobre 2018    | 6 Heures de Fuji                    | Fuji Speedway                     | Oyama         | Japon                   |
| 5  | 18 novembre 2018   | 6 Heures de Shanghai                | Circuit international de Shanghai | Shanghai      | Chine                   |
| 6  | 15 mars 2019       | 1 000 Miles de Sebring              | Sebring International Raceway     | Sebring       | Floride, États-Unis     |
| 7  | 4 mai 2019         | Total 6 Heures de Spa-Francorchamps | Circuit de Spa-Francorchamps      | Francorchamps | Wallonie, Belgique      |
| 8  | 15 et 16 juin 2019 | 24 Heures du Mans                   | Circuit des 24 Heures             | Le Mans       | France                  |

## Engagés
| Légende                             | Légende                                        | Légende |
| ----------------------------------- | ---------------------------------------------- | --- |
| Inscription pour toute la saison    | Inscription additionnelle                      | Troisième voiture constructeur                                                                                 |
| Éligible pour tous les championnats | Éligible uniquement pour le championnat pilote | Éligible pour le championnat pilote Éligible pour le championnat constructeur uniquement aux 24 Heures du Mans |

| 1         |  | Rebellion Racing          | Rebellion R13-Gibson         | M | André Lotterer Mathias Beche                    | Bruno Senna                   | Neel Jani                                                                             |
| 3         |  | Rebellion Racing          | Rebellion R13-Gibson         | M | Mathias Beche Nathanaël Berthon                 | Gustavo Menezes               | Thomas Laurent                                                                        |
| 4         |  | ByKolles Racing           | Enso CLM P1/01-Nismo         | M | Oliver Webb                                     | Tom Dillmann                  | Dominik Kraihamer René Binder James Rossiter Paolo Ruberti                            |
| 5         |  | CEFC TRSM Racing          | Ginetta G60-LT-P1-Mecachrome | M | Charlie Robertson                               | Dean Stoneman Mike Simpson    | Léo Roussel                                                                           |
| 6         |  | CEFC TRSM Racing          | Ginetta G60-LT-P1-Mecachrome | M | Oliver Rowland                                  | Alex Brundle                  | Oliver Turvey                                                                         |
| 7         |  | Toyota Gazoo Racing       | Toyota TS050 Hybrid          | M | Mike Conway                                     | Kamui Kobayashi               | José María López                                                                      |
| 8         |  | Toyota Gazoo Racing       | Toyota TS050 Hybrid          | M | Sébastien Buemi                                 | Kazuki Nakajima               | Fernando Alonso,                                                                      |
| 10        |  | DragonSpeed               | BR Engineering BR1-Gibson    | M | Ben Hanley                                      | Henrik Hedman James Allen     | Renger van der Zande Pietro Fittipaldi                                                |
| 11        |  | SMP Racing                | BR Engineering BR1-AER       | M | Mikhaïl Aleshin                                 | Vitaly Petrov                 | Jenson Button Brendon Hartley Stoffel Vandoorne                                       |
| 17        |  | SMP Racing                | BR Engineering BR1-AER       | M | Stéphane Sarrazin                               | Egor Orudzhev                 | Matevos Isaakyan Sergey Sirotkin                                                      |
| LMP2      |  |                           |                              |   |                                                 |                               |                                                                                       |
| 28        |  | TDS Racing                | Oreca 07-Gibson              | D | François Perrodo                                | Loïc Duval Jean-Éric Vergne   | Matthieu Vaxiviere                                                                    |
| 29        |  | Racing Team Nederland     | Dallara P217-Gibson          | M | Giedo Van der Garde                             | Frits van Eerd                | Jan Lammers Nyck de Vries                                                             |
| 31        |  | DragonSpeed               | Oreca 07-Gibson              | M | Roberto González                                | Pastor Maldonado              | Nathanaël Berthon Anthony Davidson                                                    |
| 36        |  | Signatech Alpine Matmut   | Alpine A470-Gibson           | D | Nicolas Lapierre                                | André Negrão                  | Pierre Thiriet                                                                        |
| 37        |  | Jackie Chan DC Racing     | Oreca 07-Gibson              | D | Jazeman Jaafar David Heinemeier Hansson         | Weiron Tan Jordan King        | Nabil Jeffri Will Stevens                                                             |
| 38        |  | Jackie Chan DC Racing     | Oreca 07-Gibson              | D | Ho-Pin Tung                                     | Gabriel Aubry                 | Stéphane Richelmi                                                                     |
| 50        |  | Larbre Compétition        | Ligier JS P217-Gibson        | M | Erwin Creed                                     | Romano Ricci                  | Julien Canal Thomas Dagoneau Yoshiharu Mori Keiko Ihara Enzo Guibbert Nicholas Boulle |
| LMGTE Pro |  |                           |                              |   |                                                 |                               |                                                                                       |
| 51        |  | AF Corse                  | Ferrari 488 GTE              | M | James Calado                                    | Alessandro Pier Guidi         | Daniel Serra                                                                          |
| 66        |  | Ford Chip Ganassi Team UK | Ford GT                      | M | Stefan Mücke                                    | Olivier Pla                   | Billy Johnson (en)                                                                    |
| 67        |  | Ford Chip Ganassi Team UK | Ford GT                      | M | Andy Priaulx                                    | Harry Tincknell               | Tony Kanaan                                                                           |
| 71        |  | AF Corse                  | Ferrari 488 GTE              | M | Sam Bird                                        | Davide Rigon                  | Miguel Molina                                                                         |
| 81        |  | BMW Team MTEK             | BMW M8 GTE                   | M | Martin Tomczyk                                  | Nick Catsburg                 | Philipp Eng Alexander Sims                                                            |
| 82        |  | BMW Team MTEK             | BMW M8 GTE                   | M | Augusto Farfus Tom Blomqvist                    | António Félix da Costa        | Alexander Sims Bruno Spengler Jesse Krohn                                             |
| 91        |  | Porsche GT Team           | Porsche 911 RSR              | M | Richard Lietz                                   | Gianmaria Bruni               | Frédéric Makowiecki                                                                   |
| 92        |  | Porsche GT Team           | Porsche 911 RSR              | M | Michael Christensen                             | Kévin Estre                   | Laurens Vanthoor                                                                      |
| 95        |  | Aston Martin Racing       | Aston Martin Vantage AMR     | M | Nicki Thiim                                     | Marco Sørensen                | Darren Turner                                                                         |
| 97        |  | Aston Martin Racing       | Aston Martin Vantage AMR     | M | Alex Lynn                                       | Maxime Martin                 | Jonathan Adam                                                                         |
| LMGTE Am  |  |                           |                              |   |                                                 |                               |                                                                                       |
| 54        |  | Spirit of Race            | Ferrari 488 GTE              | M | Thomas Flohr                                    | Francesco Castellacci         | Giancarlo Fisichella                                                                  |
| 56        |  | Team Project 1            | Porsche 911 RSR              | M | Jörg Bergmeister                                | Patrick Lindsey               | Egidio Perfetti                                                                       |
| 61        |  | Clearwater Racing         | Ferrari 488 GTE              | M | Matthew Griffin                                 | Keita Sawa Luís Pérez Companc | Weng Sun Mok Matteo Cressoni                                                          |
| 70        |  | MR Racing                 | Ferrari 488 GTE              | M | Motoaki Ishikawa                                | Eddie Cheever III (en)        | Olivier Beretta                                                                       |
| 77        |  | Dempsey-Proton Racing     | Porsche 911 RSR              | M | Christian Ried                                  | Julien Andlauer               | Matt Campbell                                                                         |
| 86        |  | Gulf Racing UK            | Porsche 911 RSR              | M | Michael Wainwright                              | Ben Barker                    | Alex Davison Thomas Preining                                                          |
| 88        |  | Dempsey-Proton Racing     | Porsche 911 RSR              | M | Khaled Al Qubaisi Gianluca Roda Satoshi Hoshino | Giorgio Roda Riccardo Pera    | Matteo Cairoli                                                                        |
| 90        |  | TF Sport                  | Aston Martin Vantage GTE     | M | Euan Hankey Jonathan Adam                       | Salih Yoluç                   | Charlie Eastwood                                                                      |
| 98        |  | Aston Martin Racing       | Aston Martin Vantage GTE     | M | Paul Dalla Lana                                 | Pedro Lamy                    | Mathias Lauda                                                                         |

## Résumé

### 6 Heures de Spa-Francorchamps

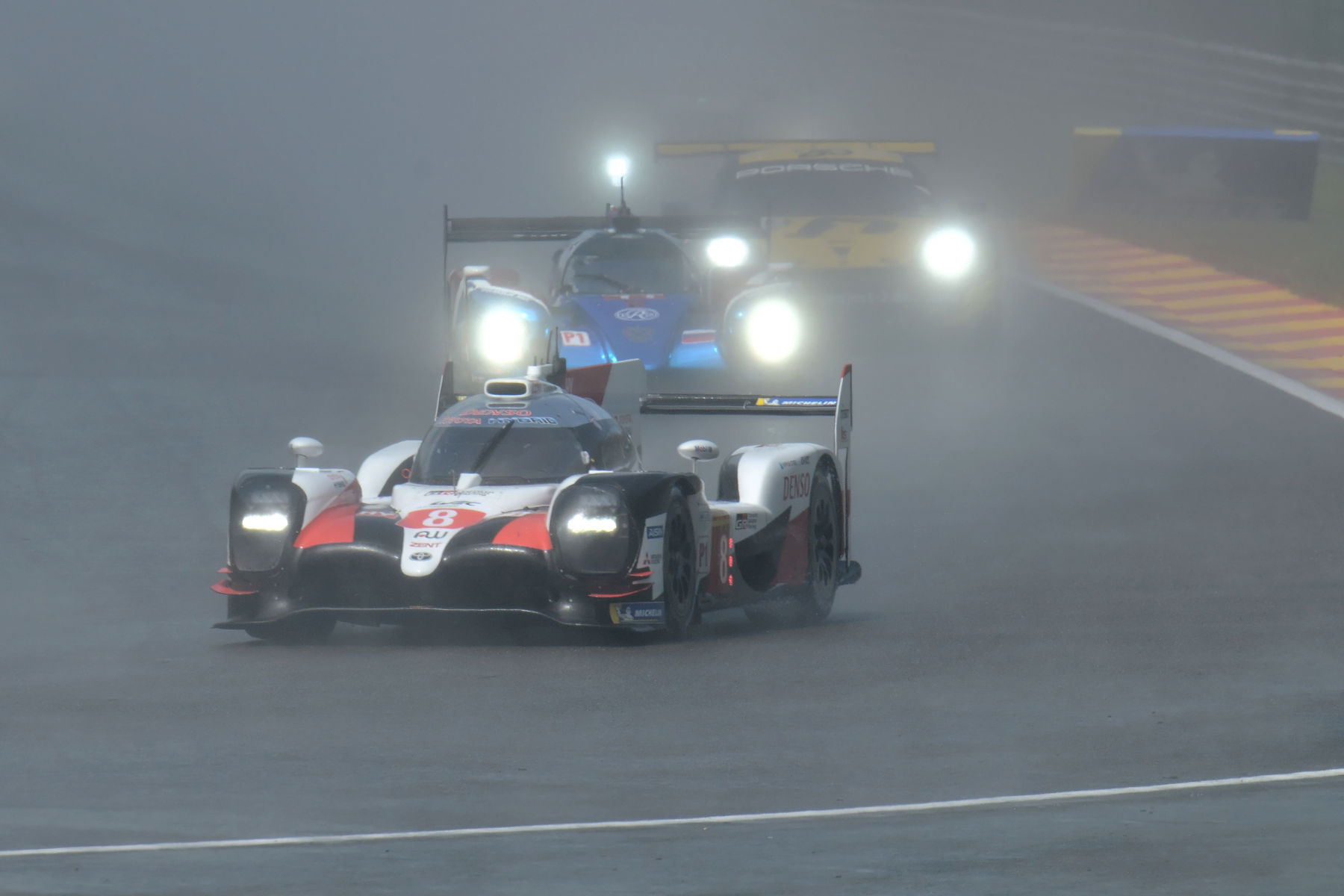
La Toyota TS050 Hybrid no 8 victorieuse

La catégorie LMP1 et le classement général des 6 Heures de Spa-Francorchamps ont été remportés par la Toyota TS050 Hybrid de l'écurie Toyota Gazoo Racing et pilotée par Sébastien Buemi, Kazuki Nakajima et Fernando Alonso. Cette édition est marquée par deux accidents survenus dans le raidillon de l'Eau Rouge, le premier impliquant Pietro Fittipaldi qui a dû être opéré par la suite,.
La catégorie LMP2 a été remportée par l'Oreca 07 de l'écurie G-Drive Racing et pilotée par Roman Rusinov, Jean-Éric Vergne et Andrea Pizzitola.
La catégorie LMGTE Pro a été remportée par la Ford GT de l'écurie Ford Chip Ganassi Team UK et pilotée par Stefan Mücke, Olivier Pla et Billy Johnson.
La catégorie LMGTE Am a été remportée par l'Aston Martin Vantage GTE de l'écurie Aston Martin Racing et pilotée par Paul Dalla Lana, Pedro Lamy et Mathias Lauda.

### 24 Heures du Mans

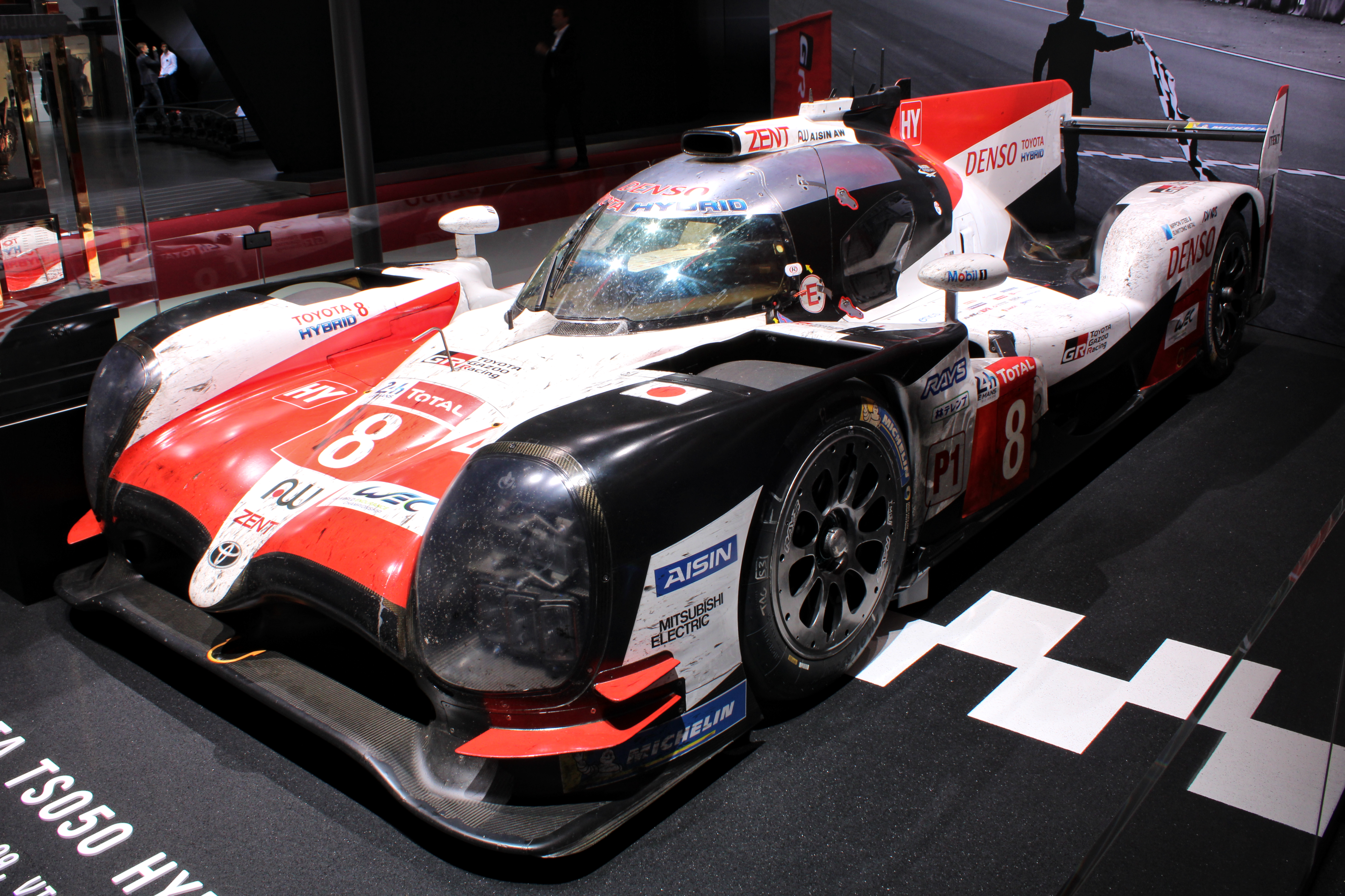
La Toyota TS050 Hybrid no 8 victorieuse

La catégorie LMP1 et le classement général des 24 Heures du Mans ont été remportés par la Toyota TS050 Hybrid de l'écurie Toyota Gazoo Racing et pilotée par Sébastien Buemi, Kazuki Nakajima et Fernando Alonso.
La catégorie LMP2 a été remportée par l'Alpine A470 de l'écurie Signatech Alpine Matmut et pilotée par Nicolas Lapierre, Pierre Thiriet et André Negrão.
La catégorie LMGTE Pro a été remportée par la Porsche 911 RSR de l'écurie Porsche GT Team et pilotée par Michael Christensen, Kévin Estre et Laurens Vanthoor.
La catégorie LMGTE Am a été remportée par la Porsche 911 RSR de l'écurie Dempsey – Proton Racing et pilotée par Julien Andlauer, Matt Campbell et Christian Ried.

### 6 Heures de Silverstone

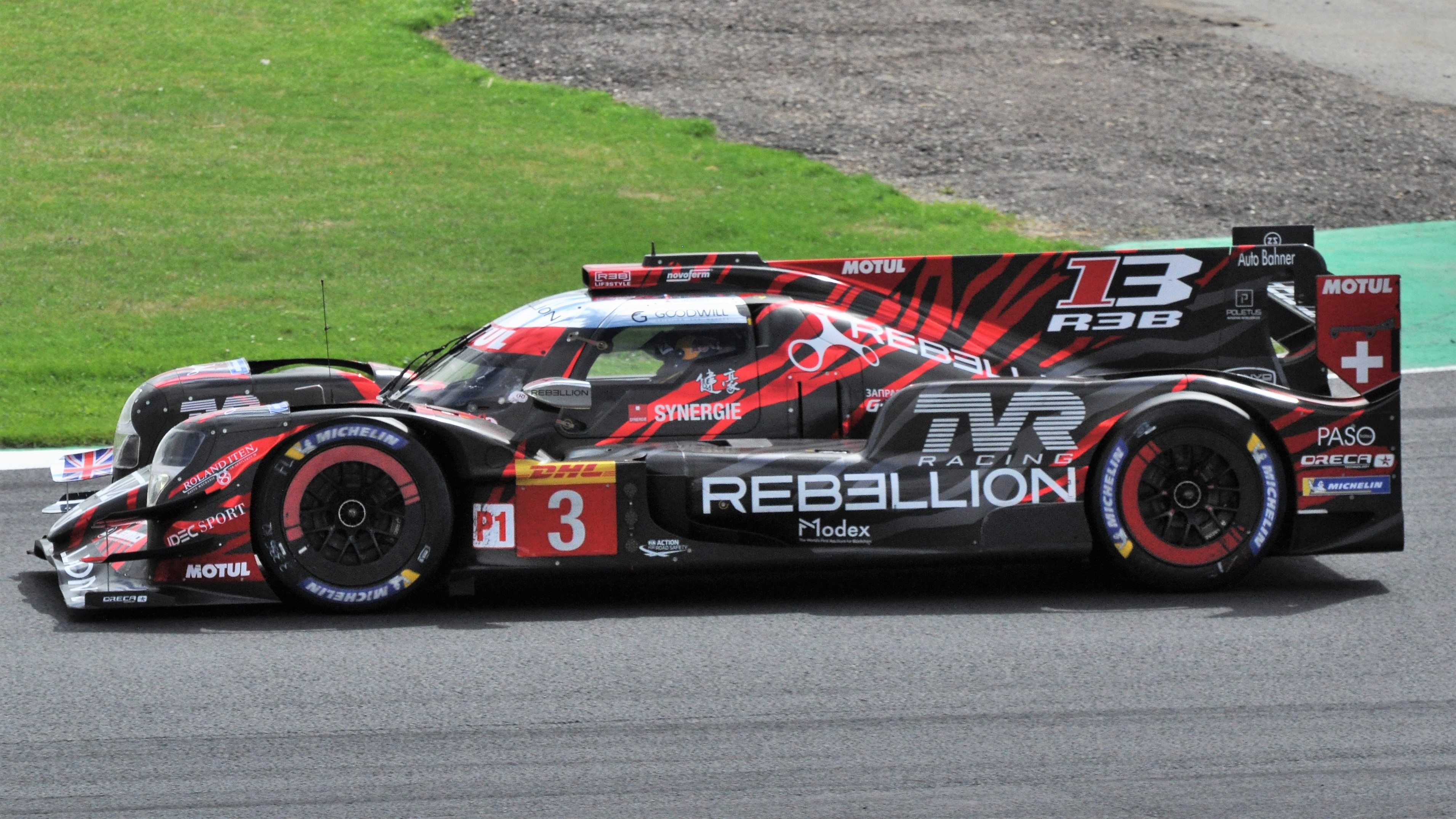
La Rebellion R13 no 3 victorieuse

La catégorie LMP1 et le classement général des 6 Heures de Silverstone ont été remportés par la Rebellion R13 de l'écurie Rebellion Racing et pilotée par Mathias Beche, Thomas Laurent et Gustavo Menezes.
La catégorie LMP2 a été remportée par l'Oreca 07 de l'écurie Jackie Chan DC Racing et pilotée par Gabriel Aubry, Stéphane Richelmi et Ho-Pin Tung.
La catégorie LMGTE Pro a été remportée par la Ferrari 488 GTE Evo de l'écurie AF Corse et pilotée par James Calado et Alessandro Pier Guidi.
La catégorie LMGTE Am a été remportée par la Porsche 911 RSR de l'écurie Dempsey – Proton Racing et pilotée par Julien Andlauer, Matt Campbell et Christian Ried.

### 6 Heures de Fuji

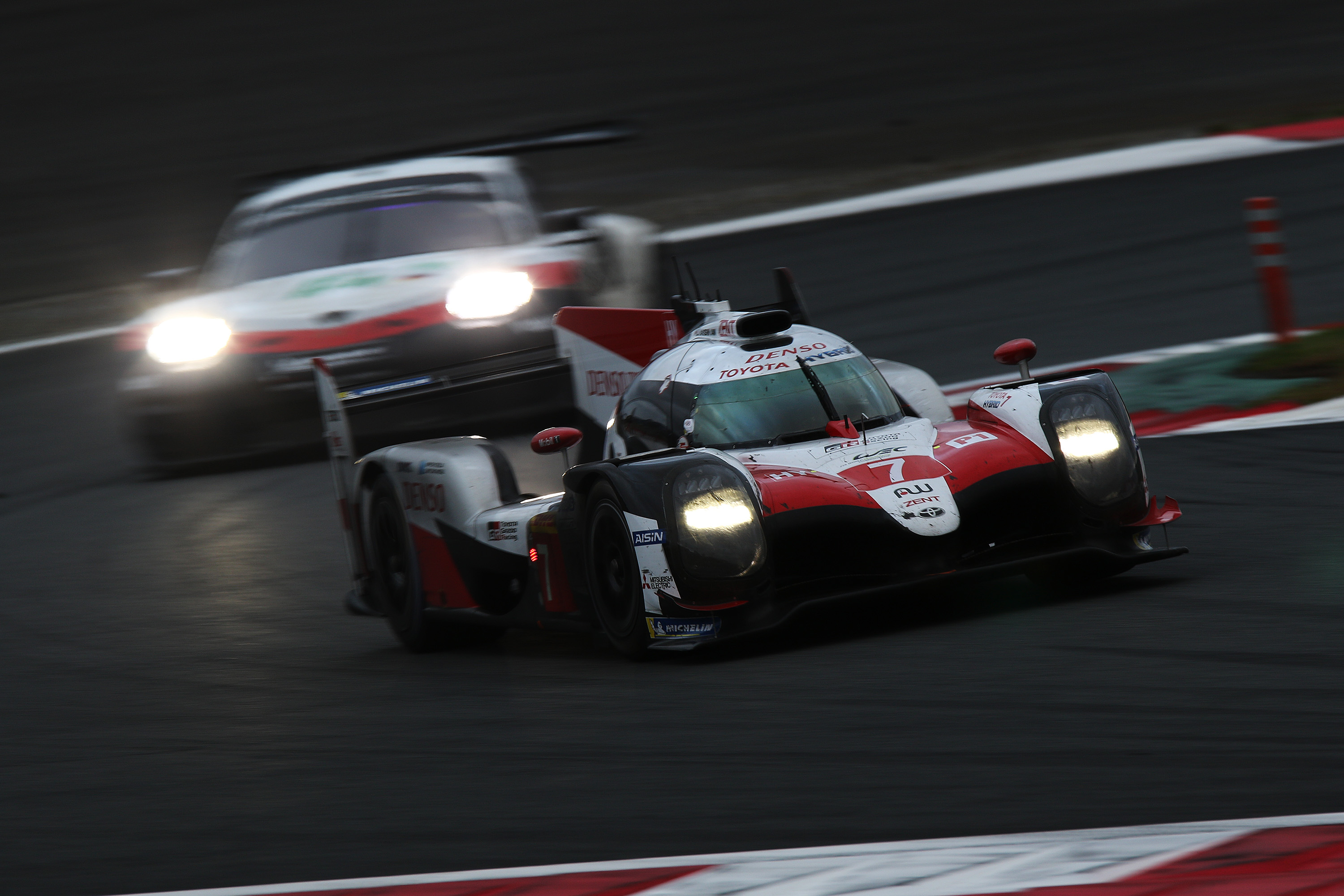
La Toyota TS050 Hybrid no 7 victorieuse

La catégorie LMP1 et le classement général des 6 Heures de Fuji ont été remportés par la Toyota TS050 Hybrid de l'écurie Toyota Gazoo Racing et pilotée par Mike Conway, Kamui Kobayashi et José María López.
La catégorie LMP2 a été remportée par l'Oreca 07 de l'écurie Jackie Chan DC Racing et pilotée par Jazeman Jaafar, Nabil Jeffri et Weiron Tan.
La catégorie LMGTE Pro a été remportée par la Porsche 911 RSR de l'écurie Porsche GT Team et pilotée par Michael Christensen et Kévin Estre.
La catégorie LMGTE Am a été remportée par la Porsche 911 RSR de l'écurie Team Project 1 et pilotée par Jörg Bergmeister, Patrick Lindsey et Egidio Perfetti.

### 6 Heures de Shanghai

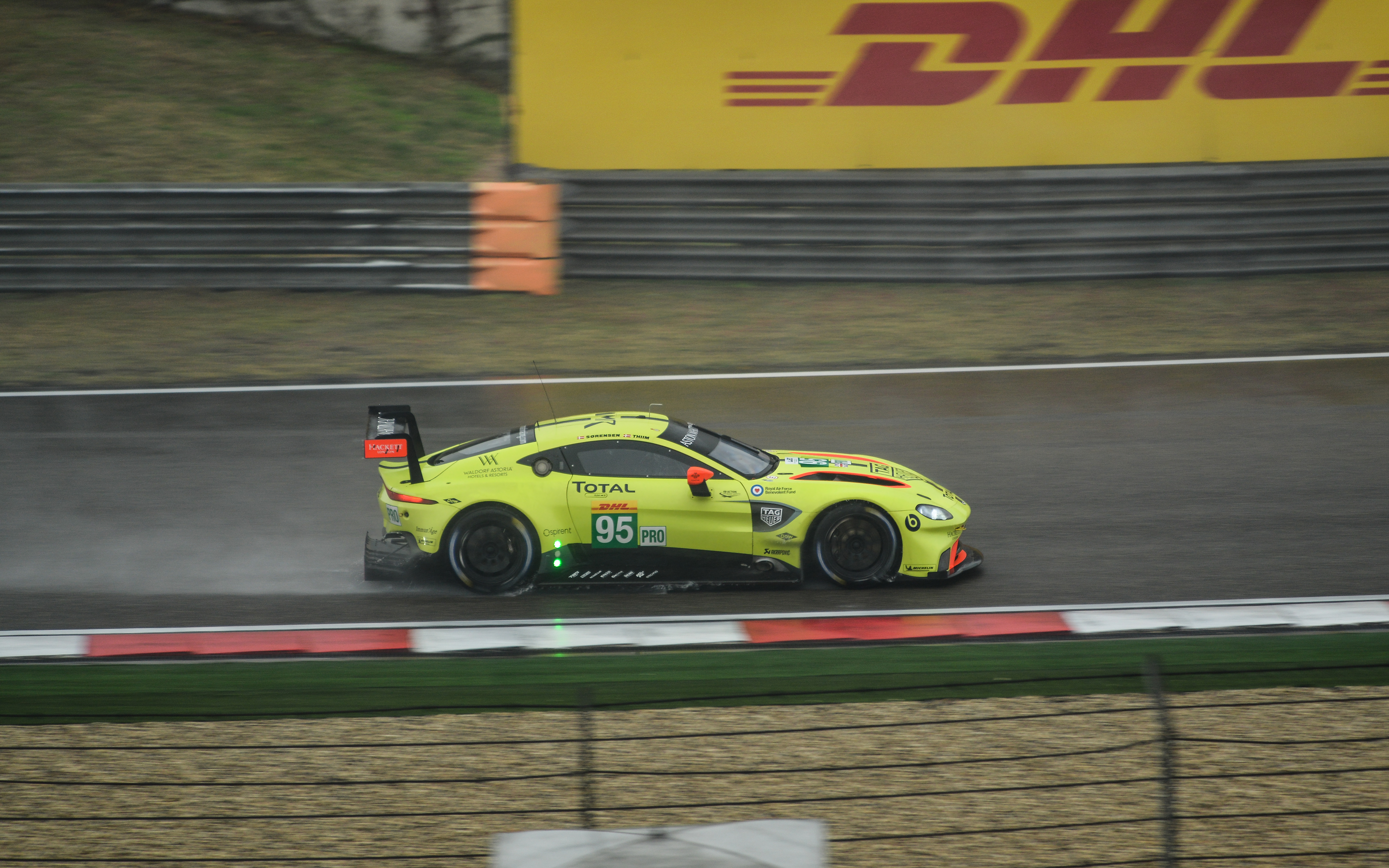
L'Aston Martin Vantage AMR no 95 victorieuse de la catégorie LMGTE Pro

La catégorie LMP1 et le classement général des 6 Heures de Shanghai ont été remportés par la Toyota TS050 Hybrid de l'écurie Toyota Gazoo Racing et pilotée par Mike Conway, Kamui Kobayashi et José María López.
La catégorie LMP2 a été remportée par l'Oreca 07 de l'écurie Jackie Chan DC Racing et pilotée par Gabriel Aubry, Stéphane Richelmi et Ho-Pin Tung.
La catégorie LMGTE Pro a été remportée par l'Aston Martin Vantage AMR de l'écurie Aston Martin Racing et pilotée par Marco Sørensen et Nicki Thiim.
La catégorie LMGTE Am a été remportée par la Porsche 911 RSR de l'écurie Dempsey – Proton Racing et pilotée par Julien Andlauer, Matt Campbell et Christian Ried.

### 1 000 Miles de Sebring
La catégorie LMP1 et le classement général des 1 000 Miles de Sebring ont été remportés par la Toyota TS050 Hybrid de l'écurie Toyota Gazoo Racing et pilotée par Fernando Alonso, Sébastien Buemi et Kazuki Nakajima.
La catégorie LMP2 a été remportée par l'Oreca 07 de l'écurie Jackie Chan DC Racing et pilotée par David Heinemeier Hansson, Jordan King et Will Stevens.
La catégorie LMGTE Pro a été remportée par la Porsche 911 RSR de l'écurie Porsche GT Team et pilotée par Gianmaria Bruni et Richard Lietz.
La catégorie LMGTE Am a été remportée par la Porsche 911 RSR de l'écurie Dempsey – Proton Racing et pilotée par Julien Andlauer, Matt Campbell et Christian Ried.

### 6 Heures de Spa-Francorchamps
La catégorie LMP1 et le classement général des 6 Heures de Spa-Francorchamps ont été remportés par la Toyota TS050 Hybrid de l'écurie Toyota Gazoo Racing et pilotée par Fernando Alonso, Sébastien Buemi et Kazuki Nakajima.
La catégorie LMP2 a été remportée par l'Oreca 07 de l'écurie DragonSpeed et pilotée par Anthony Davidson, Roberto González et Pastor Maldonado.
La catégorie LMGTE Pro a été remportée par l'Aston Martin Vantage AMR de l'écurie Aston Martin Racing et pilotée par Alex Lynn et Maxime Martin.
La catégorie LMGTE Am a été remportée par la Porsche 911 RSR de l'écurie Dempsey – Proton Racing et pilotée par Riccardo Pera, Matt Campbell et Christian Ried.

### 24 Heures du Mans
La catégorie LMP1 et le classement général des 24 Heures du Mans ont été remportés par la Toyota TS050 Hybrid de l'écurie Toyota Gazoo Racing et pilotée par Fernando Alonso, Sébastien Buemi et Kazuki Nakajima.
La catégorie LMP2 a été remportée par l'Alpine A470 de l'écurie Signatech Alpine Matmut et pilotée par Nicolas Lapierre, Pierre Thiriet et André Negrão.
La catégorie LMGTE Pro a été remportée par la Ferrari 488 GTE Evo de l'écurie AF Corse et pilotée par James Calado, Alessandro Pier Guidi et Daniel Serra.
La catégorie LMGTE Am a été remportée par la Porsche 911 RSR de l'écurie Team Project 1 et pilotée par Jörg Bergmeister, Patrick Lindsey et Egidio Perfetti.

## Résultats

### Équipes et Pilotes
Le tableau suivant répertorie les équipages du championnat du monde les mieux classés pour chaque course. Il est possible que des pilotes non-inscrits au championnat aient fini mieux classés.
Les vainqueurs du classement général de chaque manche sont inscrits en caractères gras.
| N° | Course                        | Équipe victorieuse LMP1                         | Équipe victorieuse LMP2                            | Équipe victorieuse GT Pro                        | Équipe victorieuse GT Am                         | Résultats |
| N° | Course                        | Pilotes victorieux LMP1                         | Pilotes victorieux LMP2                            | Pilotes victorieux GT Pro                        | Pilotes victorieux GT Am                         | Résultats |
| -- | ----------------------------- | ----------------------------------------------- | -------------------------------------------------- | ------------------------------------------------ | ------------------------------------------------ | --------- |
| 1  | 6 Heures de Spa-Francorchamps | No. 8 Toyota Gazoo Racing                       | No. 38 Jackie Chan DC Racing                       | No. 66 Ford Chip Ganassi Team UK                 | No. 98 Aston Martin Racing                       | résultats |
| 1  | 6 Heures de Spa-Francorchamps | Sébastien Buemi Kazuki Nakajima Fernando Alonso | Ho-Pin Tung Gabriel Aubry Stéphane Richelmi        | Stefan Mücke Olivier Pla Billy Johnson (en)      | Paul Dalla Lana Mathias Lauda Pedro Lamy         | résultats |
| 2  | 24 Heures du Mans             | No. 8 Toyota Gazoo Racing                       | No. 36 Signatech Alpine Matmut                     | No. 92 Porsche GT Team                           | No. 77 Dempsey-Proton Racing                     | résultats |
| 2  | 24 Heures du Mans             | Sébastien Buemi Kazuki Nakajima Fernando Alonso | Nicolas Lapierre Pierre Thiriet André Negrão       | Michael Christensen Kévin Estre Laurens Vanthoor | Matt Campbell Christian Ried Julien Andlauer     | résultats |
| 3  | 6 Heures de Silverstone       | No. 3 Rebellion Racing                          | No. 38 Jackie Chan DC Racing                       | No. 51 AF Corse                                  | No. 77 Dempsey-Proton Racing                     | résultats |
| 3  | 6 Heures de Silverstone       | Thomas Laurent Gustavo Menezes Mathias Beche    | Ho-Pin Tung Gabriel Aubry Stéphane Richelmi        | Alessandro Pier Guidi James Calado               | Matt Campbell Christian Ried Julien Andlauer     | résultats |
| 4  | 6 Heures de Fuji              | No. 7 Toyota Gazoo Racing                       | No. 37 Jackie Chan DC Racing                       | No. 92 Porsche GT Team                           | No. 56 Team Project 1                            | résultats |
| 4  | 6 Heures de Fuji              | Mike Conway Kamui Kobayashi José María López    | Jazeman Jaafar Weiron Tan Nabil Jeffri             | Michael Christensen Kévin Estre                  | Jörg Bergmeister Patrick Lindsey Egidio Perfetti | résultats |
| 5  | 6 Heures de Shanghai          | No. 7 Toyota Gazoo Racing                       | No. 38 Jackie Chan DC Racing                       | No. 95 Aston Martin Racing                       | No. 77 Dempsey - Proton Racing                   | résultats |
| 5  | 6 Heures de Shanghai          | Mike Conway Kamui Kobayashi José María López    | Ho-Pin Tung Gabriel Aubry Stéphane Richelmi        | Marco Sørensen Nicki Thiim                       | Matt Campbell Christian Ried Julien Andlauer     | résultats |
| 6  | 1 000 Miles de Sebring        | No. 8 Toyota Gazoo Racing                       | No. 37 Jackie Chan DC Racing                       | No. 91 Porsche GT Team                           | No. 77 Dempsey - Proton Racing                   | résultats |
| 6  | 1 000 Miles de Sebring        | Sébastien Buemi Kazuki Nakajima Fernando Alonso | David Heinemeier Hansson Jordan King Will Stevens  | Gianmaria Bruni Richard Lietz                    | Matt Campbell Christian Ried Julien Andlauer     | résultats |
| 7  | 6 Heures de Spa-Francorchamps | No. 8 Toyota Gazoo Racing                       | No. 31 DragonSpeed                                 | No. 97 Aston Martin Racing                       | No. 77 Dempsey - Proton Racing                   | résultats |
| 7  | 6 Heures de Spa-Francorchamps | Sébastien Buemi Kazuki Nakajima Fernando Alonso | Anthony Davidson Roberto González Pastor Maldonado | Alex Lynn Maxime Martin                          | Matt Campbell Christian Ried Riccardo Pera       | résultats |
| 8  | 24 Heures du Mans             | No. 8 Toyota Gazoo Racing                       | No. 36 Signatech Alpine Matmut                     | No. 51 AF Corse                                  | No. 56 Team Project 1                            | résultats |
| 8  | 24 Heures du Mans             | Sébastien Buemi Kazuki Nakajima Fernando Alonso | Nicolas Lapierre André Negrão Pierre Thiriet       | Alessandro Pier Guidi James Calado Daniel Serra  | Jörg Bergmeister Patrick Lindsey Egidio Perfetti | résultats |

### Constructeurs
| N° | Course                        | Constructeur victorieux LMP | Constructeur victorieux GT | Résultats |
| -- | ----------------------------- | --------------------------- | -------------------------- | --------- |
| 1  | 6 Heures de Spa-Francorchamps | Toyota                      | Ford                       | Résultats |
| 2  | 24 Heures du Mans             | Toyota                      | Porsche                    | Résultats |
| 3  | 6 Heures de Silverstone       | Rebellion                   | Ferrari                    | Résultats |
| 4  | 6 Heures de Fuji              | Toyota                      | Porsche                    | Résultats |
| 5  | 6 Heures de Shanghai          | Toyota                      | Aston Martin               | Résultats |
| 6  | 1 000 Miles de Sebring        | Toyota                      | Porsche                    | Résultats |
| 7  | 6 Heures de Spa               | Toyota                      | Aston Martin               | Résultats |
| 8  | 24 Heures du Mans             | Toyota                      | Ferrari                    | Résultats |

 : Champion 2017

## Classements

### Attribution des points
Pour marquer des points, il faut parcourir au minimum deux tours sous drapeau vert et accomplir au moins 70 % de la distance parcourue par le vainqueur.
Cependant, le barème d'attribution des points de points évolue pour cette super saison. En effet, les points ne sont plus doublés pour le Mans mais seulement augmentés de 50 %. Cela est compensé par le fait que la manche mancelle est dorénavant présente à deux reprises durant la saison. La manche de Sebring bénéficie elle aussi d'un barème spécifique puisque les points y seront augmentés de 25 %. L'ensemble de ce système de points est détaillé dans le tableau ci-dessous :
| Système des points | Système des points | Système des points | Système des points | Système des points | Système des points | Système des points | Système des points | Système des points | Système des points | Système des points | Système des points |
| Position           | 1er                | 2e                 | 3e                 | 4e                 | 5e                 | 6e                 | 7e                 | 8e                 | 9e                 | 10e                | Au-delà            |
| ------------------ | ------------------ | ------------------ | ------------------ | ------------------ | ------------------ | ------------------ | ------------------ | ------------------ | ------------------ | ------------------ | ------------------ |
| 6 heures           | 25                 | 18                 | 15                 | 12                 | 10                 | 8                  | 6                  | 4                  | 2                  | 1                  | 0.5                |
| Le Mans            | 38                 | 27                 | 23                 | 18                 | 15                 | 12                 | 9                  | 6                  | 3                  | 2                  | 1                  |
| Sebring            | 32                 | 23                 | 19                 | 15                 | 13                 | 10                 | 8                  | 5                  | 3                  | 2                  | 1                  |

### Classement des pilotes
Pareillement à la saison passée, 4 titres sont délivrés aux pilotes :
- 2 Championnats du monde, l'un disputé par les pilotes LMP1 et LMP2 et l'autre par les pilotes concourant dans les catégories LMGTE Pro et LMGTE Am ;
- 2 Trophées Endurance FIA, attribués aux pilotes appartenant aux catégories LMP2 et LMGTE Am.

#### Championnat du monde d'endurance FIA— Pilotes
| Pos. | Pilote                   | Équipe                  | SPA  | LMS  | SIL   | FUJ  | SHA  | SEB  | SPA | LMS  | Total points |
| ---- | ------------------------ | ----------------------- | ---- | ---- | ----- | ---- | ---- | ---- | --- | ---- | ------------ |
| 1    | Fernando Alonso          | Toyota Gazoo Racing     | 1    | 1    | Dsq.  | 2    | 2    | 1    | 1   | 1    | 198          |
| 1    | Sébastien Buemi          | Toyota Gazoo Racing     | 1    | 1    | Dsq.  | 2    | 2    | 1    | 1   | 1    | 198          |
| 1    | Kazuki Nakajima          | Toyota Gazoo Racing     | 1    | 1    | Dsq.  | 2    | 2    | 1    | 1   | 1    | 198          |
| 2    | Mike Conway              | Toyota Gazoo Racing     | 2    | 2    | Dsq.  | 1    | 1    | 2    | 6   | 2    | 157          |
| 2    | Kamui Kobayashi          | Toyota Gazoo Racing     | 2    | 2    | Dsq.  | 1    | 1    | 2    | 6   | 2    | 157          |
| 2    | José María López         | Toyota Gazoo Racing     | 2    | 2    | Dsq.  | 1    | 1    | 2    | 6   | 2    | 157          |
| 3    | Thomas Laurent           | Rebellion Racing        | 3    | 3    | 1     | Abd. | 5    | 7    | 2   | 5    | 114          |
| 3    | Gustavo Menezes          | Rebellion Racing        | 3    | 3    | 1     | Abd. | 5    | 7    | 2   | 5    | 114          |
| 4    | Mikhail Aleshin          | SMP Racing              | 5    | Abd. | Abd.  | 4    | 3    | 3    | 3   | 3    | 94           |
| 4    | Vitaly Petrov            | SMP Racing              | 5    | Abd. | Abd.  | 4    | 3    | 3    | 3   | 3    | 94           |
| 5    | Neel Jani                | Rebellion Racing        | Dsq. | 4    | 2     | 3    | 4    | Abd. | 5   | 4    | 91           |
| 5    | André Lotterer           | Rebellion Racing        | Dsq. | 4    | 2     | 3    | 4    |      | 5   | 4    | 91           |
| 6    | Mathias Beche            | Rebellion Racing        | 3    | 3    | 1     | Abd. | 5    | Abd. |     |      | 73           |
| 7    | Bruno Senna              | Rebellion Racing        | Dsq. | 4    | Forf. | 3    | 4    | Abd. | 5   | 4    | 73           |
| 8    | Nicolas Lapierre         | Signatech Alpine Matmut | 7    | 5    | 6     | 8    | 9    | 5    | 8   | 6    | 64           |
| 8    | Pierre Thiriet           | Signatech Alpine Matmut | 7    | 5    | 6     | 8    | 9    | 5    | 8   | 6    | 64           |
| 8    | André Negrão             | Signatech Alpine Matmut | 7    | 5    | 6     | 8    | 9    | 5    | 8   | 6    | 64           |
| 9    | Nathanaël Berthon        | DragonSpeed             | 10   | 7    |       |      |      |      |     |      | 51           |
| 9    | Nathanaël Berthon        | Rebellion Racing        |      |      |       |      |      | 7    | 2   | 5    | 51           |
| 10   | Ho-Pin Tung              | Jackie Chan DC Racing   | 6    | 8    | 4     | 7    | 7    | 10   | 9   | 7    | 51           |
| 10   | Gabriel Aubry            | Jackie Chan DC Racing   | 6    | 8    | 4     | 7    | 7    | 10   | 9   | 7    | 51           |
| 10   | Stéphane Richelmi        | Jackie Chan DC Racing   | 6    | 8    | 4     | 7    | 7    | 10   | 9   | 7    | 51           |
| 11   | Stoffel Vandoorne        | SMP Racing              |      |      |       |      |      |      | 3   | 3    | 38           |
| 12   | Roberto González         | DragonSpeed             | 10   | 7    | 7     | 11   | 8    | 6    | 7   | Abd. | 36.5         |
| 12   | Pastor Maldonado         | DragonSpeed             | 10   | 7    | 7     | 11   | 8    | 6    | 7   | Abd. | 36.5         |
| 13   | Jazeman Jaafar           | Jackie Chan DC Racing   | 8    | 6    | 5     | 6    | 10   |      |     |      | 35           |
| 13   | Nabil Jeffri             | Jackie Chan DC Racing   | 8    | 6    | 5     | 6    | 10   |      |     |      | 35           |
| 13   | Weiron Tan               | Jackie Chan DC Racing   | 8    | 6    | 5     | 6    | 10   |      |     |      | 35           |
| 14   | Egor Orudzhev            | SMP Racing              | Abd. | Abd. | 3     | Abd. | Abd. | Nc.  | 4   | Abd. | 27           |
| 14   | Stéphane Sarrazin        | SMP Racing              | Abd. | Abd. | 3     | Abd. | Abd. | Nc.  | 4   | Abd. | 27           |
| 14   | Jenson Button            | SMP Racing              |      | Abd. | Abd.  | 4    | 3    |      |     |      | 27           |
| 16   | Anthony Davidson         | DragonSpeed             |      |      | 7     | 11   | 8    | 6    | 7   | Abd. | 26.5         |
| 17   | Oliver Webb              | ByKolles Racing Team    | 4    | Abd. | Abd.  | 5    | Abd. |      | 14  | Abd. | 22.5         |
| 17   | Tom Dillmann             | ByKolles Racing Team    | 4    | Abd. |       | 5    | Abd. |      | 14  | Abd. | 22.5         |
| 18   | Brendon Hartley          | SMP Racing              |      |      |       |      |      | 3    |     |      | 19           |
| 19   | Will Stevens             | Jackie Chan DC Racing   |      |      |       |      |      | 4    | 12  |      | 15.5         |
| 19   | Jordan King              | Jackie Chan DC Racing   |      |      |       |      |      | 4    | 12  | Abd. | 15.5         |
| 19   | David Heinemeier Hansson | Jackie Chan DC Racing   |      |      |       |      |      | 4    | 12  | Abd. | 15.5         |
| 20   | Erwin Creed              | Larbre Compétition      | 11   | 10   | 9     | 10   | 12   | 8    | 13  | 9    | 14.5         |
| 20   | Romano Ricci             | Larbre Compétition      | 11   | 10   | 9     | 10   | 12   | 8    | 13  | 9    | 14.5         |
| 21   | Giedo van der Garde      | Racing Team Nederland   | 12   | 9    | 8     | 12   | 11   | 9    | 11  | 10   | 14           |
| 21   | Frits van Eerd           | Racing Team Nederland   | 12   | 9    | 8     | 12   | 11   | 9    | 11  | 10   | 14           |
| 22   | Dominik Kraihamer        | ByKolles Racing Team    | 4    | Abd. |       |      |      |      |     |      | 12           |
| 23   | Sergey Sirotkin          | SMP Racing              |      |      |       |      |      | Nc.  | 4   | Abd. | 12           |
| 24   | François Perrodo         | TDS Racing              | 9    | Dsq. | 9     | 9    | Nc.  | Nc.  | 10  | 8    | 12           |
| 24   | Matthieu Vaxivière       | TDS Racing              | 9    | Dsq. | 10    | 9    | Nc.  | Nc.  | 10  | 8    | 12           |
| 25   | Nyck de Vries            | Racing Team Nederland   |      |      | 8     | 12   | 11   | 9    | 11  | 10   | 10.5         |
| Pos. | Pilote                   | Équipe                  | SPA  | LMS  | SIL   | FUJ  | SHA  | SEB  | SPA | LMS  | Total points |

| Couleur  | Résultat                       |
| -------- | ------------------------------ |
| Or       | Vainqueur                      |
| Argent   | 2e place                       |
| Bronze   | 3e place                       |
| Vert     | Classé dans les points         |
| Bleu     | Classé hors des points         |
| Bleu     | Non classé (Nc.)               |
| Violet   | Abandon (Abd.)                 |
| Rouge    | Non qualifié (Nq.)             |
| Rouge    | Non pré-qualifié (Npq.)        |
| Noir     | Disqualifié (Dsq.)             |
| Blanc    | Non partant (Np.)              |
| Blanc    | Forfait (Forf.)                |
| Blanc    | Course annulée (A)             |
| Neutre   | Non présent                    |
| Neutre   | Exclu (Ex.)                    |
| Gras     | Pole position                  |
| Italique | Meilleur tour en course        |
| †        | Classé sans terminer la course |
| 1 2 3 …  | Classement dans la catégorie   |

#### Championnat du monde d'endurance FIA— Pilotes GT
| Pos. | Pilote                 | Équipe                    | SPA  | LMS  | SIL  | FUJ | SHA | SEB | SPA | LMS  | Total points |
| ---- | ---------------------- | ------------------------- | ---- | ---- | ---- | --- | --- | --- | --- | ---- | ------------ |
| 1    | Michael Christensen    | Porsche GT Team           | 2    | 1    | 3    | 1   | 3   | 5   | 3   | 5    | 155          |
| 1    | Kévin Estre            | Porsche GT Team           | 2    | 1    | 3    | 1   | 3   | 5   | 3   | 5    | 155          |
| 2    | James Calado           | AF Corse                  | 15   | 4    | 1    | 4   | 5   | 4   | 2   | 1    | 136.5        |
| 2    | Alessandro Pier Guidi  | AF Corse                  | 15   | 4    | 1    | 4   | 5   | 4   | 2   | 1    | 136.5        |
| 3    | Gianmaria Bruni        | Porsche GT Team           | 4    | 2    | Dsq. | 5   | 2   | 1   | 8   | 2    | 131          |
| 3    | Richard Lietz          | Porsche GT Team           | 4    | 2    | Dsq. | 5   | 2   | 1   | 8   | 2    | 131          |
| 4    | Harry Tincknell        | Ford Chip Ganassi Team UK | Abd. | 12   | 2    | 3   | 9   | 3   | 5   | 3    | 90           |
| 4    | Andy Priaulx           | Ford Chip Ganassi Team UK | Abd. | 12   | 2    | 3   | 9   | 3   | 5   | 3    | 90           |
| 5    | Stefan Mücke           | Ford Chip Ganassi Team UK | 1    | 3    | 6    | 8   | 7   | 18  | 10  | 4    | 88           |
| 5    | Olivier Pla            | Ford Chip Ganassi Team UK | 1    | 3    | 6    | 8   | 7   | 18  | 10  | 4    | 88           |
| 6    | Daniel Serra           | AF Corse                  |      | 4    |      |     |     | 4   |     | 1    | 71           |
| 7    | Billy Johnson (en)     | Ford Chip Ganassi Team UK | 1    | 3    |      |     |     | 18  |     | 4    | 67           |
| 8    | Alex Lynn              | Aston Martin Racing       | 6    | 13   | 4    | 9   | 4   | 8   | 1   | 14   | 66           |
| 8    | Maxime Martin          | Aston Martin Racing       | 6    | 13   | 4    | 9   | 4   | 8   | 1   | 14   | 66           |
| 9    | Nicki Thiim            | Aston Martin Racing       | 7    | 5    | 17   | 6   | 1   | 9   | 7   | Abd. | 65.5         |
| 9    | Marco Sørensen         | Aston Martin Racing       | 7    | 5    | 17   | 6   | 1   | 9   | 7   | Abd. | 65.5         |
| 10   | António Félix da Costa | BMW Team MTEK             | 5    | Abd. | Abd. | 2   | 10  | 7   | 4   | 6    | 61           |
| 11   | Frédéric Makowiecki    | Porsche GT Team           |      | 2    |      |     |     |     |     | 2    | 55           |
| 12   | Davide Rigon           | AF Corse                  | 3    | 6    | 16   | 10  | 6   | 6   | 6   | Abd. | 54.5         |
| 12   | Sam Bird               | AF Corse                  | 3    | 6    | 16   | 10  | 6   | 6   | 6   | Abd. | 54.5         |
| 13   | Laurens Vanthoor       | Porsche GT Team           |      | 1    |      |     |     |     |     | 5    | 53           |
| 14   | Martin Tomczyk         | BMW Team MTEK             | 8    | 9    | 5    | 7   | 8   | 2   | 9   | 15   | 53           |
| 14   | Nicky Catsburg         | BMW Team MTEK             | 8    | 9    | 5    | 7   | 8   | 2   | 9   | 15   | 53           |
| 15   | Jonathan Bomarito      | Ford Chip Ganassi Team UK |      |      |      |     |     | 3   |     | 3    | 42           |
| 16   | Augusto Farfus         | BMW Team MTEK             |      | Abd. | Abd. |     |     | 7   | 4   | 6    | 32           |
| 17   | Tom Blomqvist          | BMW Team MTEK             | 5    |      |      | 2   | 10  |     |     |      | 29           |
| 18   | Darren Turner          | Aston Martin Racing       | 7    | 5    |      |     |     | 9   |     | Abd. | 25           |
| 19   | Alexander Sims         | BMW Team MTEK             |      | Abd. |      |     |     | 2   |     |      | 23           |
| 20   | Miguel Molina          | AF Corse                  |      | 6    |      |     |     | 6   |     | Abd. | 22           |
| 21   | Jonathan Adam          | Aston Martin Racing       | 6    | 13   |      |     |     |     |     | 14   | 16           |
| 21   | Jonathan Adam          | TF Sport                  |      |      | 8    | 13  | 18  | 15  |     |      | 16           |
| 22   | Jörg Bergmeister       | Team Project 1            | 18   | 11   | 9    | 11  | 12  | 12  | 15  | 7    | 16           |
| 22   | Patrick Lindsey        | Team Project 1            | 18   | 11   | 9    | 11  | 12  | 12  | 15  | 7    | 16           |
| 22   | Egidio Perfetti        | Team Project 1            | 18   | 11   | 9    | 11  | 12  | 12  | 15  | 7    | 16           |
| 23   | Jesse Krohn            | BMW Team MTEK             |      |      |      |     |     |     |     | 6    | 12           |
| 24   | Giancarlo Fisichella   | Spirit of Race            | 17   | 8    | 15   | 16  | 14  | 11  | 13  | 13   | 10.5         |
| 24   | Francesco Castellacci  | Spirit of Race            | 17   | 8    | 15   | 16  | 14  | 11  | 13  | 13   | 10.5         |
| 24   | Thomas Flohr           | Spirit of Race            | 17   | 8    | 15   | 16  | 14  | 11  | 13  | 13   | 10.5         |

#### Trophée Endurance FIA pour les pilotes LMP2
| Pos. | Pilote                   | Équipe                  | SPA | LMS  | SIL | FUJ | SHA  | SEB | SPA | LMS  | Total points |
| ---- | ------------------------ | ----------------------- | --- | ---- | --- | --- | ---- | --- | --- | ---- | ------------ |
| 1    | Nicolas Lapierre         | Signatech Alpine Matmut | 2   | 1    | 3   | 3   | 3    | 2   | 2   | 1    | 181          |
| 1    | Pierre Thiriet           | Signatech Alpine Matmut | 2   | 1    | 3   | 3   | 3    | 2   | 2   | 1    | 181          |
| 1    | André Negrão             | Signatech Alpine Matmut | 2   | 1    | 3   | 3   | 3    | 2   | 2   | 1    | 181          |
| 2    | Ho-Pin Tung              | Jackie Chan DC Racing   | 1   | 4    | 1   | 2   | 1    | 6   | 3   | 2    | 166          |
| 2    | Gabriel Aubry            | Jackie Chan DC Racing   | 1   | 4    | 1   | 2   | 1    | 6   | 3   | 2    | 166          |
| 2    | Stéphane Richelmi        | Jackie Chan DC Racing   | 1   | 4    | 1   | 2   | 1    | 6   | 3   | 2    | 166          |
| 3    | Roberto González         | DragonSpeed             | 5   | 3    | 4   | 6   | 2    | 3   | 1   | Abd. | 117          |
| 3    | Pastor Maldonado         | DragonSpeed             | 5   | 3    | 4   | 6   | 2    | 3   | 1   | Abd. | 117          |
| 4    | Jazeman Jaafar           | Jackie Chan DC Racing   | 3   | 2    | 2   | 1   | 4    |     |     |      | 98           |
| 4    | Nabil Jeffri             | Jackie Chan DC Racing   | 3   | 2    | 2   | 1   | 4    |     |     |      | 98           |
| 4    | Weiron Tan               | Jackie Chan DC Racing   | 3   | 2    | 2   | 1   | 4    |     |     |      | 98           |
| 5    | Anthony Davidson         | DragonSpeed             |     |      | 4   | 6   | 2    | 3   | 1   | Abd. | 83           |
| 6    | Erwin Creed              | Larbre Compétition      | 6   | 6    | 6   | 5   | 6    | 4   | 7   | 4    | 85           |
| 6    | Romano Ricci             | Larbre Compétition      | 6   | 6    | 6   | 5   | 6    | 4   | 7   | 4    | 85           |
| 7    | Giedo van der Garde      | Racing Team Nederland   | 7   | 5    | 5   | 7   | 5    | 5   | 5   | 5    | 85           |
| 7    | Frits van Eerd           | Racing Team Nederland   | 7   | 5    | 5   | 7   | 5    | 5   | 5   | 5    | 85           |
| 8    | François Perrodo         | TDS Racing              | 4   | Dsq. | 7   | 4   | Abd. | Nc. | 4   | 3    | 66           |
| 8    | Matthieu Vaxivière       | TDS Racing              | 4   | Dsq. | 7   | 4   | Abd. | Nc. | 4   | 3    | 66           |
| 9    | Nyck de Vries            | Racing Team Nederland   |     |      | 5   | 7   | 5    | 5   | 5   | 5    | 64           |
| 10   | Loïc Duval               | TDS Racing              | 4   | Dsq. | 7   |     | Abd. | Nc. |     | 3    | 42           |
| 11   | Will Stevens             | Jackie Chan DC Racing   |     |      |     |     |      | 1   | 6   |      | 40           |
| 11   | Jordan King              | Jackie Chan DC Racing   |     |      |     |     |      | 1   | 6   | Abd. | 40           |
| 11   | David Heinemeier Hansson | Jackie Chan DC Racing   |     |      |     |     |      | 1   | 6   | Abd. | 40           |
| 12   | Nathanaël Berthon        | DragonSpeed             | 5   | 3    |     |     |      |     |     |      | 34           |
| 13   | Nicholas Boulle          | Larbre Compétition      |     |      |     |     |      |     | 7   | 4    | 24           |
| 14   | Jan Lammers              | Racing Team Nederland   | 7   | 5    |     |     |      |     |     |      | 21           |
| 15   | Gunnar Jeannette         | Larbre Compétition      |     |      |     |     |      | 4   |     |      | 15           |
| 16   | Jean-Éric Vergne         | TDS Racing              |     |      |     | 4   |      |     |     |      | 12           |
| 16   | Norman Nato              | TDS Racing              |     |      |     |     |      |     | 4   |      | 12           |
| 17   | Thomas Dagoneau          | Larbre Compétition      |     | 6    |     |     |      |     |     |      | 12           |
| 18   | Keiko Ihara              | Larbre Compétition      |     |      |     | 5   |      |     |     |      | 10           |
| 19   | Julien Canal             | Larbre Compétition      | 6   |      |     |     |      |     |     |      | 8            |
| 19   | Yoshiharu Mori           | Larbre Compétition      |     |      | 6   |     |      |     |     |      | 8            |
| 19   | Enzo Guibbert            | Larbre Compétition      |     |      |     |     | 6    |     |     |      | 8            |

#### Trophée Endurance FIA pour les pilotes GT Am
| Pos. | Pilote                 | Équipe                | SPA | LMS  | SIL | FUJ  | SHA | SEB | SPA | LMS  | Total points |
| ---- | ---------------------- | --------------------- | --- | ---- | --- | ---- | --- | --- | --- | ---- | ------------ |
| 1    | Jörg Bergmeister       | Team Project 1        | 9   | 3    | 3   | 1    | 2   | 3   | 5   | 1    | 151          |
| 1    | Patrick Lindsey        | Team Project 1        | 9   | 3    | 3   | 1    | 2   | 3   | 5   | 1    | 151          |
| 1    | Egidio Perfetti        | Team Project 1        | 9   | 3    | 3   | 1    | 2   | 3   | 5   | 1    | 151          |
| 2    | Matt Campbell          | Dempsey-Proton Racing | 4   | 1    | 1   | Dsq. | 1   | 1   | 1   | 2    | 110          |
| 2    | Christian Ried         | Dempsey-Proton Racing | 4   | 1    | 1   | Dsq. | 1   | 1   | 1   | 2    | 110          |
| 3    | Salih Yoluç            | TF Sport              | 2   | Abd. | 2   | 2    | 8   | 6   | 2   | 6    | 99           |
| 3    | Charlie Eastwood       | TF Sport              | 2   | Abd. | 2   | 2    | 8   | 6   | 2   | 6    | 99           |
| 4    | Thomas Flohr           | Spirit of Race        | 8   | 2    | 9   | 5    | 4   | 2   | 4   | 7    | 99           |
| 4    | Francesco Castellacci  | Spirit of Race        | 8   | 2    | 9   | 5    | 4   | 2   | 4   | 7    | 99           |
| 4    | Giancarlo Fisichella   | Spirit of Race        | 8   | 2    | 9   | 5    | 4   | 2   | 4   | 7    | 99           |
| 5    | Matthew Griffin        | Clearwater Racing     | 3   | 4    | 5   | 6    | 7   | Np. | 3   | 3    | 95           |
| 6    | Julien Andlauer        | Dempsey-Proton Racing | 4   | 1    | 1   | Dsq. | 1   | 1   |     | 2    | 85           |
| 7    | Michael Wainwright     | Gulf Racing           | 7   | 6    | 6   | 4    | 9   | 4   | 7   | 4    | 79           |
| 7    | Ben Barker             | Gulf Racing           | 7   | 6    | 6   | 4    | 9   | 4   | 7   | 4    | 79           |
| 8    | Paul Dalla Lana        | Aston Martin Racing   | 1   | Abd. | 4   | 3    | 5   | 8   | 6   | Abd. | 77           |
| 8    | Mathias Lauda          | Aston Martin Racing   | 1   | Abd. | 4   | 3    | 5   | 8   | 6   | Abd. | 77           |
| 8    | Pedro Lamy             | Aston Martin Racing   | 1   | Abd. | 4   | 3    | 5   | 8   | 6   | Abd. | 77           |
| 9    | Olivier Beretta        | MR Racing             | 5   | 5    | 7   | Abd. | 6   | 5   | 8   | 5    | 71           |
| 9    | Eddie Cheever III (en) | MR Racing             | 5   | 5    | 7   | Abd. | 6   | 5   | 8   | 5    | 71           |
| 9    | Motoaki Ishikawa       | MR Racing             | 5   | 5    | 7   | Abd. | 6   | 5   | 8   | 5    | 71           |
| 10   | Weng Sun Mok           | Clearwater Racing     | 3   | 4    | 5   | 6    | 7   |     |     |      | 57           |
| 10   | Keita Sawa             | Clearwater Racing     | 3   | 4    | 5   | 6    | 7   |     |     |      | 57           |
| 11   | Thomas Preining        | Gulf Racing           |     |      |     | 4    | 9   | 4   | 7   | 4    | 53           |
| 12   | Jonathan Adam          | TF Sport              |     |      | 2   | 2    | 8   | 6   |     |      | 50           |
| 13   | Euan Hankey            | TF Sport              | 2   | Abd. |     |      |     |     | 2   | 6    | 49           |
| 14   | Riccardo Pera          | Dempsey-Proton Racing |     |      |     |      | 3   |     | 1   |      | 40           |
| 15   | Luís Pérez Companc     | Clearwater Racing     |     |      |     |      |     | Np. | 3   | 3    | 38           |
| 15   | Matteo Cressoni        | Clearwater Racing     |     |      |     |      |     | Np. | 3   | 3    | 38           |
| 16   | Matteo Cairoli         | Dempsey-Proton Racing | 6   | Abd. | 8   | Dsq. | 3   | 7   | 9   | Abd. | 26           |
| 17   | Alex Davison           | Gulf Racing           | 7   | 6    | 6   |      |     |     |     |      | 26           |
| 18   | Khaled Al Qubaisi      | Dempsey-Proton Racing | 6   | Abd. |     |      | 3   |     |     |      | 15           |
| 19   | Giorgio Roda           | Dempsey-Proton Racing | 6   | Abd. | 8   | Dsq. |     | 7   | 9   | Abd. | 11           |
| 20   | Gianluca Roda          | Dempsey-Proton Racing |     |      | 8   |      |     | 7   | 9   |      | 10           |
| 21   | Satoshi Hoshino        | Dempsey-Proton Racing |     |      |     | Dsq. |     |     |     | Ret  | 1            |

### Championnat des équipes et des constructeurs
Sur le même principe que le championnat des pilotes, 4 titres sont délivrés. Contrairement à la saison passée, un seul championnat du monde est dévolu aux constructeurs ; il concerne les constructeurs engagés en LMGTE. Pour le LMP1, du fait de la présence d'un seul constructeur, en l’occurrence Toyota, l’ancien Championnat du monde des constructeurs LMP1 est remplacé par le Championnat du monde d'endurance LMP1, qui concerne et le constructeur et les équipes engagés en LMP1.
Du côté des Trophées Endurance FIA, deux sont attribués aux équipes engagées dans les catégories LMP2 et LMGTE Am. Le Trophée dévolu aux équipes LMGTE Pro qui était décerné jusqu’alors disparaît.

#### Championnat du monde d'endurance FIA — LMP1
Pour ce nouveau championnat du monde, chaque écurie se voit attribuer les points obtenus uniquement par sa voiture la mieux classée.
| Pos. | Équipe               | SPA   | LMS  | SIL  | FUJ  | SHA  | SEB  | SPA | LMS  | Total points |
| ---- | -------------------- | ----- | ---- | ---- | ---- | ---- | ---- | --- | ---- | ------------ |
| 1    | Toyota Gazoo Racing  | 1     | 1    | Dsq. | 1    | 1    | 1    | 1   | 1    | 216          |
| 2    | Rebellion Racing     | 3     | 3    | 1    | 3    | 4    | 7    | 2   | 4    | 134          |
| 3    | SMP Racing           | 5     | Abd. | 3    | 4    | 3    | 3    | 3   | 3    | 109          |
| 4    | ByKolles Racing Team | 4     | Abd. | Abd. | 5    | Abd. |      | 34  | Abd. | 22.5         |
| 5    | DragonSpeed          | Np.   | Abd. | 25   | Abd. | 6    | Abd. |     | Abd. | 8.5          |
| 6    | CEFC TRSM Racing     | Forf. | 41   |      |      |      |      |     |      | 1            |

#### Championnat du monde d'endurance FIA— Constructeurs GT
Concernant l'attribution des points, chaque constructeur cumule les points obtenus par ses 2 meilleures voitures et cela lors de chaque manche.
| Pos. | Constructeur | SPA  | LMS  | SIL  | FUJ | SHA | SEB | SPA | LMS | Total points |
| ---- | ------------ | ---- | ---- | ---- | --- | --- | --- | --- | --- | ------------ |
| 1    | Porsche      | 2    | 1    | 3    | 1   | 2   | 1   | 3   | 2   | 288          |
| 1    | Porsche      | 4    | 2    | 9    | 5   | 3   | 5   | 8   | 5   | 288          |
| 2    | Ferrari      | 3    | 4    | 1    | 4   | 5   | 4   | 2   | 1   | 194          |
| 2    | Ferrari      | 11   | 6    | 11   | 10  | 6   | 6   | 6   | 9   | 194          |
| 3    | Ford         | 1    | 3    | 2    | 3   | 7   | 3   | 5   | 3   | 178          |
| 3    | Ford         | Abd. | 12   | 6    | 8   | 9   | 18  | 10  | 4   | 178          |
| 4    | Aston Martin | 6    | 5    | 4    | 6   | 1   | 8   | 1   | 12  | 136          |
| 4    | Aston Martin | 7    | 13   | 8    | 9   | 4   | 9   | 7   | 14  | 136          |
| 5    | BMW          | 5    | 9    | 5    | 2   | 8   | 2   | 4   | 6   | 114          |
| 5    | BMW          | 8    | Abd. | Abd. | 7   | 10  | 7   | 9   | 15  | 114          |

#### Trophée Endurance FIA pour les Équipes LMP2
| Pos. | Voiture | Équipe                  | SPA | LMS  | SIL | FUJ | SHA  | SEB | SPA | LMS  | Total points |
| ---- | ------- | ----------------------- | --- | ---- | --- | --- | ---- | --- | --- | ---- | ------------ |
| 1    | 36      | Signatech Alpine Matmut | 2   | 1    | 3   | 3   | 3    | 2   | 2   | 1    | 181          |
| 2    | 38      | Jackie Chan DC Racing   | 1   | 4    | 1   | 2   | 1    | 6   | 3   | 2    | 166          |
| 3    | 37      | Jackie Chan DC Racing   | 3   | 2    | 2   | 1   | 4    | 1   | 6   | Abd. | 138          |
| 4    | 31      | DragonSpeed             | 5   | 3    | 4   | 6   | 2    | 3   | 1   | Abd. | 117          |
| 5    | 50      | Larbre Compétition      | 6   | 6    | 6   | 5   | 6    | 4   | 7   | 4    | 85           |
| 6    | 29      | Racing Team Nederland   | 7   | 5    | 5   | 7   | 5    | 5   | 5   | 5    | 85           |
| 7    | 28      | TDS Racing              | 4   | Dsq. | 7   | 4   | Abd. | Nc. | 4   | 3    | 66           |

#### Trophée Endurance FIA pour les Équipes LMGTE Am
| Pos. | Voiture | Équipe                | SPA | LMS  | SIL | FUJ  | SHA | SEB | SPA | LMS  | Total points |
| ---- | ------- | --------------------- | --- | ---- | --- | ---- | --- | --- | --- | ---- | ------------ |
| 1    | 56      | Team Project 1        | 9   | 3    | 3   | 1    | 2   | 3   | 5   | 1    | 151          |
| 2    | 77      | Dempsey-Proton Racing | 4   | 1    | 1   | Dsq. | 1   | 1   | 1   | 2    | 110          |
| 3    | 90      | TF Sport              | 2   | Abd. | 2   | 2    | 8   | 6   | 2   | 6    | 99           |
| 4    | 54      | Spirit of Race        | 8   | 2    | 9   | 5    | 4   | 2   | 4   | 7    | 99           |
| 5    | 61      | Clearwater Racing     | 3   | 4    | 5   | 6    | 7   | Np. | 3   | 3    | 95           |
| 6    | 86      | Gulf Racing           | 7   | 6    | 6   | 4    | 9   | 4   | 7   | 4    | 79           |
| 7    | 98      | Aston Martin Racing   | 1   | Abd. | 4   | 3    | 5   | 8   | 6   | Abd. | 77           |
| 8    | 70      | MR Racing             | 5   | 5    | 7   | Abd. | 6   | 5   | 8   | 5    | 71           |
| 9    | 88      | Dempsey-Proton Racing | 6   | Abd. | 8   | Dsq. | 3   | 7   | 9   | Abd. | 26           |